# 브라질 (1985년 영화)
《브라질》(영어: Brazil)은 1985년에 개봉한 테리 길리엄 감독의 SF 영화이다. 조너선 프라이스, 밥 호스킨스, 로버트 드니로, 이언 홈, 킴 그리스트가 출연했다. 대한민국에는 비디오판 제목 《여인의 음모》로도 잘 알려져 있다.

## 줄거리
20세기 언젠가의 미래 사회는 환경 오염이 심각하고 소비주의가 판치며 극히 관료주의적인 전체주의 디스토피아이다. 말단 공무원 샘 라우리는 위험에 처한 여인을 구해내는 날개 달린 전사가 되는 몽상에 빠지곤 한다. 크리스마스를 며칠 앞둔 어느 날, 전신타자기가 난방기 수리공이자 테러 용의자인 아치볼드 터틀의 체포 영장을 인쇄하던 도중 파리 한 마리가 끼어들어가 영장에 오타가 나고, 구두장이 아치볼드 버틀이 대신 체포되어 죽임을 당한다.
샘 라우리는 체포와 관련된 계좌를 조회하다가 엉뚱한 사람이 체포된 것을 알게 되고, 죽은 버틀의 아내를 찾아가 돈을 돌려주려 하지만 아내는 거부한다. 그러던 중 샘은 버틀의 윗집 이웃인 질 레이튼과 마주치는데, 질이 그의 몽상에 등장하는 여인과 닮은 것을 보고 깜짝 놀란다. 질은 버틀 부인이 남편에게 무슨 일이 일어난 건지 알아보도록 돕지만 관료제의 벽에 가로막혀 좌절하고 만다. 질은 버틀이 억울하게 체포된 것을 신고했다는 이유로 터틀의 테러 공범으로 지목된다. 샘은 질에게 접근하지만 정부가 자기를 추적할까 두려운 질은 정보를 숨긴다.
샘은 아파트의 에어컨 고장을 신고하지만 중앙 서비스 센터는 고치러 오지 않는다. 그런데 뜻밖에 터틀이 나타나 에어컨을 고쳐 준다. 터틀은 중앙 서비스 센터에서 수리공으로 일했었지만 끝없이 반복되는 서류 작업에 질려 떠났던 것이다. 중앙 서비스의 직원들이 나타나자 샘은 터틀이 도망칠 수 있도록 시간을 끌어 준다. 직원들은 다시 샘의 아파트에 찾아와 배관을 부수어 놓고 수리를 핑계로 아파트를 빼앗는다.
샘은 질에 관한 정보가 기밀로 분류된 것을 알게 된다. 기록을 읽어볼 방법은 정보 회수국 직원으로 승진하는 것뿐이다. 전에 샘은 어머니 이다가 주선한 승진 기회를 거절한 바 있다. 샘은 이다가 연 파티에서 헬프맨 차관을 찾아가 다시 승진 기회를 얻는다. 질의 정보를 손에 넣은 샘은 서류를 조작해 질이 죽은 것으로 꾸미고, 질이 체포되기 전에 찾아가 함께 도망친다. 두 사람은 함께 사랑의 밤을 보내지만 총 든 정부 요원들에게 붙잡힌다. 반역죄와 직권남용죄로 체포된 샘은 정보 회수국 고문실 의자에 묶여 옛 친구 잭 린트에게 고문당할 처지가 된다. 샘은 질이 체포에 저항하다 죽임을 당했다는 말을 듣는다.
잭이 막 고문을 시작하려 할 때 터틀을 비롯한 저항군 세력이 정보 회수국에 침투해 잭을 쏘고 샘을 구출한 뒤 건물을 폭파한다. 샘과 터틀은 함께 도망치지만 건물에서 터져나온 서류의 홍수 속에서 터틀은 어디론가 사라지고 만다. 샘은 성형수술 부작용으로 죽은 어머니 친구의 장례식에서 어머니를 만난다. 샘은 이다가 성형수술로 질을 닮게 되었고 젊은 남자들에게 추파를 받느라 바빠 아들의 곤경에 관심이 없는 것을 알게 된다. 요원들이 장례식장에 들이닥치고 샘은 열린 관 속의 칠흑 같은 공허로 떨어진다. 공상 속에 나오던 거리에 떨어진 샘은 경찰과 괴물로부터 도망친다. 샘이 어느 문을 통과하니 놀랍게도 질이 운전하는 트럭 안이었고 두 사람은 함께 도시를 탈출한다. 그러나 이 행복한 결말은 망상일 뿐이었다. 현실에서 샘은 여전히 의자에 묶여 있다. 샘은 잭에게 뇌엽 절제술을 당한 것으로 보인다. 샘이 정신이 나갔음을 안 잭과 헬프맨은 그에게 가망이 없다고 판단하고 방을 나간다. 샘은 여전히 의자에 묶인 채로 웃으며 《아쿠아렐라 두 브라질》을 흥얼거린다.

## 출연
- 조너선 프라이스 - 샘 라우리 역
- 킴 그리스트 - 질 레이튼 역
- 로버트 드니로 - 아치볼드 터틀 역
- 캐서린 헬먼드 - 이다 로우리 역
- 이언 홈 - 샘의 상사 커츠먼 역
- 밥 호스킨스 - 중앙 서비스 직원 스푸어 역
- 마이클 폴린 - 잭 린트 역
- 이언 리처드슨 - 샘의 상사 워런 역

## 기타
- 공동제작: 패트릭 카사베티
- 미술: 노먼 가우드
- 의상: 제임스 애치슨